# 国际营销
国际营销（International marketing）指的是企业超越本国国境进行的市场经营活动。

## 国际营销相关说明

### 国际营销与国内营销的联系与区别
国际营销是以国内营销为基础，是国内延伸与发展了的跨国营销。但两者在难度系数、风险性、操作手段和运作领域有着很大的不同。

### 国际营销的特点
1. 竞争激烈
2. 联盟与合并
3. 经济联盟集团化、区域化

### 国际市场营销环境
1. 多极化的世界
2. 经济全球化
3. 面向知识经济
4. 商品经济高级化
5. 老龄化社会
6. 网络化营销

## 国际营销内容

### 环境分析
1. 环境分析（PEST）

一般而言，国际营销同样也需要进行国内市场营销式的营销环境分析，即分析PEST。所不同的是，在政治法律分析部分，需要分析国内政治与国际政治，而法律分析需要进行分析国内法律法规与国际法规、惯例、准则等。
同时，根据战略方向与实际国家环境的不同，一般而言，主要是按发达国家环境（一般指的是美国与欧洲）与发展中国家环境（一般指的是东南亚与拉丁美洲）两类进行区别分析对待。因为两者对企业的吸引力、战略应用以及策略会有很大的不同。
- 发达国家环境（一般指的是美国与欧洲）：在发达国家实施国际营销，一方面是因为发达国家有着相对较为完善的制度保障与营销环境，另一方面，发达国家消费需求与购买能力有一定的保障，对外来商品或劳务有一定的接受能力，所以需要赢取这一类市场的市场份额。但是发达国家为了保护本国行业，也会建立一定的贸易壁垒，阻挡外来企业的进入，所以适宜进行FDI与定点生产。较早前的日本的丰田、尼桑是正是利用此法成功进入美国市场。[1]
- 发展中国家环境（一般指的是东南亚与拉丁美洲）：在发展中国家实施国际营销，主要看中的是发展中国家有着低的劳动成本与丰富的原材料，具有市场的发展潜力，一般而言，企业在此类国家实施国际营销的策略是此地生产，重新出口到发达国家。曾经的新加坡、现在的中国、越南等有实施此类营销手法的现象。